# 弦楽四重奏曲第10番 (ショスタコーヴィチ)
弦楽四重奏曲第10番変イ長調 作品118は、ドミートリイ・ショスタコーヴィチが1964年に9番と並行して作曲された10番目の弦楽四重奏曲で、ミェチスワフ・ヴァインベルクに献呈された。初演は1964年11月20日にベートーヴェン弦楽四重奏団によって初演された。

## 編成
- 第1ヴァイオリン
- 第2ヴァイオリン
- ヴィオラ
- チェロ

## 曲の構成
4楽章からなる。第3、第4楽章は連続して演奏される。演奏時間は約23分
- 第1楽章 Andante
変イ長調 2/4拍子 展開部を欠いたソナチネ形式。
- 第2楽章 Allegretto furioso
ホ短調 2/4拍子 ロンド形式
- 第3楽章  Adagio
イ短調  3/4拍子  パッサカリア
- 第4楽章  Allegretto 
変イ長調 2/4拍子  ロンドソナタ形式